# Rita Zbinden
Rita Zbinden (* 19. März 1958 in Winterthur) ist eine Schweizer Fussballfunktionärin und ehemalige Spielerin. Seit August 2021 ist sie Präsidentin des Fussballverbands Region Zürich (FVRZ) und damit die erste Frau an der Spitze des grössten Regionalverbands im Schweizer Fussball. 

## Fussballkarriere
Rita Zbinden begann ihre aktive Laufbahn als Fussballerin beim FC Münchenstein und spielte später für den DFC Spreitenbach sowie die Blue Stars Zürich in der Nationalliga A. Bei den Blue Stars wurde sie in den 1980er-Jahren wegen ihrer Schnelligkeit trotz des fortgeschrittenen Fussballalters als «Turbo-Omi» bezeichnet.

## Trainerin und Funktionärin
Nach ihrer aktiven Karriere engagierte sich Zbinden als Trainerin im Juniorenbereich, davon zehn Jahre beim FC Zürich und von 1993 bis 2008 beim Grasshopper Club Zürich. Parallel dazu war sie seit den 1990er-Jahren in verschiedenen Funktionen im Fussballverband Region Zürich (FVRZ) tätig, bis sie schliesslich 2019 zur Interimspräsidentin ernannt wurde. Seit August 2021 führt sie den Verband offiziell als Präsidentin.

## Engagement und Einfluss
Als Präsidentin des FVRZ ist Zbinden verantwortlich für mehr als 47.000 Spielerinnen und Spieler in 176 Vereinen. An der Spitze des grössten Regionalverband der Schweiz stehend, gilt sie als mächtigste Frau im Schweizer Fussball. Sie setzt sich besonders für die Förderung des Frauen- und Mädchenfussballs ein und engagiert sich für Gleichstellung im Sport.

## Leben
Rita Zbinden ist verheiratet und Mutter eines Sohnes. Neben ihrem Engagement im Fussball ist sie diplomierte Bankfachfrau und Kinesiologin.